# Statue des Babak
Koordinaten: 39° 9′ 25,4″ N, 45° 26′ 25,8″ O

Statue von Babak Chorramdin

Die Statue des Babak ist ein ca. 5 m hohes Denkmal des Bābak Chorramdin, Anführers der antiarabischen Aufstandes der Churramiten.
Die Statue steht in der Stadt  Nachitschewan, der Hauptstadt der Autonomen Republik Nachitschewan. Der Standort ist in einer Vorstadtsiedlung, etwa 6 Kilometer südlich vom historischen Stadtzentrum.